# Hôn nhân cùng giới ở Florida
Hôn nhân cùng giới đã được công nhận hợp pháp tại tiểu bang Florida của Hoa Kỳ kể từ ngày 6 tháng 1 năm 2015, do kết quả của Brenner v. Scott, trường hợp chính về vấn đề này. Trong trường hợp này, một tòa án quận của Hoa Kỳ đã ra phán quyết cấm kết hôn cùng giới của tiểu bang là vi hiến vào ngày 21 tháng 8 năm 2014. Lệnh này được tạm thời giữ nguyên; các nỗ lực của tiểu bang trong việc kéo dài thời gian lưu trú đã thất bại, với Tòa án Tối cao Hoa Kỳ bác bỏ việc gia hạn thêm vào ngày 19 tháng 12 năm 2014.
Hơn nữa, một phán quyết của tòa án bang ở Pareto v. Ruvin đã cho phép các cặp cùng giới có được giấy phép kết hôn ở Quận Miami-Dade vào chiều ngày 5 tháng 1 năm 2015. Trong một trường hợp tiểu bang khác thách thức việc nhà nước từ chối quyền kết hôn đối với các cặp cùng giới, một tòa án Quận Monroe ở Huntsman v. Heavilin tiếp tục thi hành quyết định kháng cáo đang chờ xử lý và thời gian tạm trú hết hạn vào ngày 6 tháng 1 năm 2015.
Nhà nước đã cấm kết hôn cùng giới theo luật định vào năm 1977 và thêm một lệnh cấm công nhận hôn nhân từ các khu vực tài phán khác vào năm 1997. Các cử tri đã phê chuẩn một sửa đổi hiến pháp cấm cả hôn nhân cùng giới và liên minh dân sự vào năm 2008. Nhà nước cũng áp dụng hình phạt hình sự trên bất kỳ thư ký tòa án đã cấp giấy phép kết hôn cho một cặp cùng giới.